# 郑春阳
郑春阳（1976年2月—），男，汉族，河北唐海人，中华人民共和国政治人物。现任天津强微特生物科技有限公司董事长兼总经理。第十三、十四届全国政协委员。